# 1999年太平洋颶風季
1999年太平洋颶風季是每年一度全球熱帶氣旋產生週期的一部分。東太平洋颶風季從1999年5月至1999年11月結束；而中太平洋颶風季從1999年6月開始，至1999年11月結束。本條目的範圍僅侷限於赤道以北及國際換日線以東的太平洋，於赤道以北及國際換日線以西的太平洋水域產生的風暴則被稱為颱風，並被列入1999年太平洋颱風季。在中東太平洋產生的熱帶風暴是由美國國家颶風中心及中太平洋颶風中心命名，國際編號為xxE或xxC。

## 熱帶氣旋

### 颶風朵拉 (Dora)
8月6日，於北美洲墨西哥以南的東太平洋海面有一熱帶擾動發展，並向穩定西移動，更名朵拉。朵拉於夏威夷群島和北美洲大陸之間的東太平洋海面曾一度達至每分鐘220公里每小時的最高持續風速。於夏威夷群島以南略過後，強度開始進一步減弱。
其後，朵拉進入西北太平洋海域，中太平洋颶風中心發出最後的警報，並改由日本氣象廳（JMA）發報。

## 其他熱帶氣旋
除了被國家颶風中心和中太平洋颶風中心命名的熱帶氣旋外，還有一些沒被命名的熱帶低氣壓。以下列出那些熱帶氣旋的資料。

## 風暴名稱

### 東太平洋
下面的名字將被用於於1999年在東北太平洋形成而又被命名的風暴。如果有退役名稱的話，將由世界氣象組織在2000年春天宣布。在這個名單中未退役的名字將在2005年的風季中再次使用。這是的1993年風季使用相同的名單。
| - Adrian - Beatriz - Calvin - Dora - Eugene - Fernanda - Greg - Hilary | - Irwin - Jova（未用） - Kenneth（未用） - Lidia（未用） - Max（未用） - Norma（未用） - Otis（未用） - Pilar（未用） | - Ramon（未用） - Selma（未用） - Todd（未用） - Veronica（未用） - Wiley（未用） - Xina（未用） - York（未用） - Zelda（未用） |

### 中太平洋
下列名稱將用於1999年在中太平洋形成的風暴。
| - Upana（未用） | - Wene（未用） | - Alika（未用） | - Ele（未用） |

## 內部連結
- 1999年太平洋颱風季
- 1999年大西洋颶風季
- 1999年北印度洋氣旋季
- 1998－1999年西南印度洋熱帶氣旋季
- 1998－1999年澳洲地區熱帶氣旋季
- 1998－1999年南太平洋熱帶氣旋季
- 1999－2000年西南印度洋熱帶氣旋季
- 1999－2000年澳洲地區熱帶氣旋季
- 1999－2000年南太平洋熱帶氣旋季

## 外部連結
- 美國國家颶風中心（页面存档备份，存于）
- 美國中太平洋颶風中心（页面存档备份，存于）
- 美國海軍實驗室（页面存档备份，存于）
- ACE（页面存档备份，存于）